# Gari
 Der er for få eller ingen kildehenvisninger i denne artikel, hvilket er et problem. Du kan hjælpe ved at angive troværdige kilder til de påstande, som fremføres i artiklen.

Gari (ガリ), egentlig amazu-shouga (甘酢生姜) eller umezu-shouga (梅酢生姜), sødsur syltet ingefær, der bruges til spisning af fisk og andet godt fra havet i Japan som følge af sin stærke aroma. Desuden har den efter sigende egenskaber, der fremmer fordøjelsen. I lighed med wasabi og sojasovs er det et almindeligt tilbehør til sushi.
Ved fremstillingen af gari bliver frisk skrællet ingefær enten skåret i stykker, saltet, lade sig strække nogle dage og derefter skåret i hårtynde skiver eller skåret i sådanne skiver med det samme og derefter saltet let. Derefter bliver den kort blancheret. Efterfølgende bliver den syltet i en i forvejen kogt afkog af eddike, lidt vand og sukker (kaldes amazu med riseddike og umezu med blommeeddike). Ofte får den en let rosa farve ved tilsætning af lidt perilla (shiso) eller madkulør.